# Paul Klimsch
Pour les articles homonymes, voir Klimsch.
 (juin 2025).
Paul Klimsch, né le 15 juin 1868 à Francfort-sur-le-Main et mort le 4 juin 1917 dans la même ville, est un peintre animalier, paysagiste et illustrateur prussien.

## Biographie

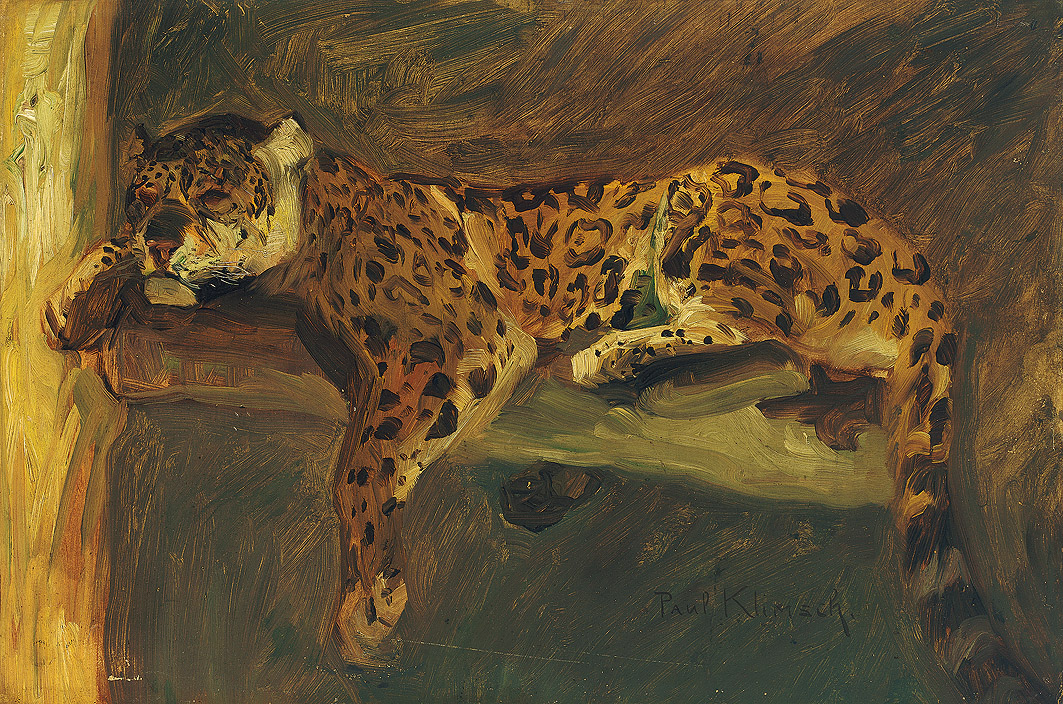
Jaguar endormi

Klimsch est le fils du peintre Eugen Klimsch (de). Ses deux frères, Karl et Fritz, sont aussi artistes, le premier peintre et le second sculpteur. Il épouse Charlotte Wickwolff (1867-1932).
Klmisch a étudié à Carlsruhe. Ses sujets favoris étaient les animaux du zoo de Francfort et des paysages.